# The Sisters of Mercy
The Sisters of Mercy (IPA: /ˈsɪstəz ɒv ˈmɜːsi/; англ. Сёстры милосердия) — британская рок-группа, сформированная в 1977 году Эндрю Элдричем и Гари Марксом в Лидсе. Получив известность в андеграунде, коллектив в середине 1980-х годов смог добиться коммерческого успеха, который сопутствовал ему до начала 1990-х. С этого времени The Sisters of Mercy прекратила студийную работу и занимается только гастрольной деятельностью.
Группа выпустила три студийных альбома, последний из которых, Vision Thing, появился в 1990 году. Все три альбома были записаны различными составами, неизменными участниками группы оставались лишь вокалист и лидер коллектива Эндрю Элдрич и драм-машина Доктор Аваланч. Группа также издала сборник Some Girls Wander by Mistake, куда вошли все ранние синглы коллектива, кроме песни «Body & Soul», изданной в компиляции лучших произведений A Slight Case of Overbombing.
The Sisters of Mercy прекратила студийную работу в 1994 году, когда Элдрич вступил в конфликт с компанией звукозаписи. И хотя инцидент был исчерпан в 1997 году в связи с истечением действия контракта, группа не стала подписываться на новый лейбл и выпускать новый материал. Единственной формой демонстрации новых песен с того времени являются живые выступления.
The Sisters of Mercy фактически всегда являлась группой одного человека — Эндрю Элдрича, все другие участники, выражавшие несогласие с его лидерством (или по каким-либо другим причинам), были вынуждены покинуть коллектив. Нынешний состав существует с 2006 года.
Несмотря на то, что Элдрич отрицает причастность группы к готической субкультуре, The Sisters of Mercy рассматриваются как коллектив, оказавший сильнейшее влияние на становление жанра готик-рока и его дальнейшее развитие.

## История группы

### Основание. Первые релизы
Первоначально The Sisters Of Mercy представляли собой дуэт гитариста Марка Пирмена (англ. Mark Pearman) (более известного под псевдонимом Гари Маркс) и барабанщика Эндрю Тейлора (англ. Andrew William Harvey Taylor), позже взявшего псевдоним Эндрю Элдрич. Их знакомство состоялось на почве общего времяпрепровождения в одном из панк-клубов в Лидсе (F-Club), где девушка Элдрича была диджеем. Идея создания группы и её названия целиком исходила от Маркса, который, по выражению Элдрича, изначально всего лишь хотел услышать себя на радио. Название группы The Sisters of Mercy происходит из одноимённой песни канадского певца Леонарда Коэна, творчество которого оказало значительное влияние на Эндрю Элдрича. Это также название медицинских сестёр, спасавших раненых во время войны, в переносном же значении термин распространён для обозначения проституток. Песня Коэна звучит в фильме Роберта Олтмена «Маккейб и миссис Миллер» в эпизоде, когда героиня Джули Кристи ведёт по городу нескольких проституток. По утверждению Элдрича, именно это название было выбрано для группы, поскольку в рок-н-ролле догма и проституция точно так же идут рука об руку. Для издания будущего сингла группа организовала собственный лейбл Merciful Release (что соответствовало панковской идеологии самиздата); ни разу не выступив, The Sisters of Mercy уже распродавали футболки со своим логотипом. Первый сингл получил название «The Damage Done». Элдрич играл на ударных и пел в песне «The Damage Done», Маркс сыграл басовую партию на шестиструнной гитаре и спел на двух других треках: «Watch» и «Home of the Hitmen». Несмотря на то, что запись оказалось ужасно спродюсированной, она пользовалась широкой популярностью, во многом благодаря своей «сырости» и ограниченному тиражу. По словам Тейлора, эту запись «ещё тогда было тяжело достать, но ещё тяжелее — слушать». Сингл был проигран на радиошоу Джона Пила, и таким образом стремление музыкантов услышать самих себя на радио было удовлетворено. Лейбл Merciful Release вскоре стал ассоциироваться с логотипом группы — человеческой головой, вписанной в контур пятиконечной звезды. Эту эмблему создал Эндрю Элдрич, взяв за основу иллюстрацию из учебника по анатомии Генри Грея; впоследствии она стала одним из наиболее известных символов готических групп.
Коллектив мог распасться сразу же после выхода первой пластинки, но Маркс и Элдрич решили продолжить совместное творчество, пригласив в группу бас-гитариста Крейга Адамса (англ. Craig Adams). Ввиду того, что группе недоставало вокалиста, а ударником Элдрич был весьма посредственным, то он «по умолчанию» занял место вокалиста, предоставив роль барабанщика приобретённой драм-машине, получившей имя Доктор Аваланч (англ. Doktor Avalanche). Перегруженный бас Адамса и драм-машина стали основой оригинального звучания группы.

Состав группы 1983 года

Обновлённый состав теперь мог давать выступления, и 16 февраля 1981 года The Sisters of Mercy отыграла свой первый концерт. Вместе с песнями с изданного сингла и несколькими новыми композициями группа, демонстрируя влияние, оказанное на неё, исполнила кавер-версии песен Velvet Underground («Sister Ray») и Леонарда Коэна («Teachers»). Весь текущий год и начало следующего группа провела в случайных выступлениях. В то же время была записана демо-кассета для привлечения промоутеров, которая состояла из 4 песен («Floorshow», «Lights», «Adrenochrome» и «Teachers»).
К концу года состав участников группы пополнился ещё одним гитаристом — Беном Ганном (урождённый Мэтьюс (англ. Matthews) — Бен Ганн — персонаж повести Стивенсона «Остров сокровищ»). Вскоре после этого последовал выход второго сингла «Body Electric/Adrenochrome», который удостоился статуса «сингла недели» в журнале «Melody Maker». Сингл был издан на CNT Records, а не на собственном лейбле из-за финансовых проблем в группе. Последующие синглы с таким же успехом попадали в независимые чарты и занимали в них высокие позиции.
Концертные выступления группы, помимо собственных песен, включали кавер-версии на такие песни как «Sister Ray» (Velvet Underground), «Ghost Rider» (Suicide) и «Louie Louie» (Ричард Берри). Но только три из них «1969» (The Stooges), «Gimme Shelter» The Rolling Stones и «Emma» (Hot Chocolate) были в конечном счёте записаны и изданы группой (только в качестве би-сайдов).
The Sisters of Mercy стала приобретать значимость в местных музыкальных кругах, а Merciful Release начал выпускать записи других малоизвестных групп. В Лидсе в то время формировалась своя собственная сцена, объединяющая крайне разочарованных в музыкальной моде и неоконсервативной политике британского правительства музыкантов. Характерной чертой групп, составлявших эту сцену, кроме независимого духа, была преимущественно чёрная одежда с разноцветными рубашками в стиле семидесятых годов. Последующие ассоциации этой сцены с такими группами, как Siouxsie and the Banshees, Bauhaus, The Birthday Party привели к упрощённому мнению, что The Sisters of Mercy также исполняет готик-рок.
В 1982-83 гг. группа дала несколько удачных концертов, выступая в поддержку The Clash, The Psychedelic Furs и The Birthday Party. Примерно в то же время наметились первые разногласия в изначальном тандеме Элдрича/Маркса, вызванные личными предпочтениями участников: гитарист больше увлекался концертной деятельностью, где мог развивать звучание группы, вокалист же предпочитал работать в студии, где мог диктовать собственное виденье музыкального стиля. В то же время The Sisters of Mercy выпускала удачные синглы, постепенно расширяла свой репертуар, включая медленные, но не менее «угрожающие» песни. Группа постепенно приобретала всё больше поклонников, что влекло за собой необходимость развиваться дальше, а значит — подписать контракт с какой-либо компанией звукозаписи.

### ЭраFirst and Last and Always
Изменения произошли в 1984 году, когда группу покинул Бен Ганн. а на его место был взят безо всякого прослушивания Уэйн Хасси (англ. Wayne Hussey) (до этого гитарист Dead or Alive), дебют которого состоялся на сингле «Body and Soul». Его жужжащие риффы и чутьё на мрачные, но, в то же время, танцевальные мелодии повернули группу в более доступном направлении, но вместе с тем с его появлением тексты Элдрича потеряли свою социальную остроту, снизилась энергичность исполнения. В июне 1984 года группа впервые прорвалась в национальные чарты с синглом «Body and soul», который занял 46 позицию (в топ 40 попали и два следующих сингла «Walk Away» и «No Time to Cry»). Вскоре был заключён контракт с мэйджор-лейблом WEA records, что не удавалось на протяжении 4 предыдущих лет, несмотря на широкую популярность группы. В то же время The Sisters of Mercy продолжали напряжённую работу в студии. Летом 1984 года Элдрич потерял сознание в студии. Официальной причиной называлась физическая истощённость, но общеизвестно было, что вся группа принимала в неограниченном количестве амфетамины и алкоголь. И хотя коллектив провёл успешный Black October tour и дал несколько выступлений в поддержку изданного альбома, пагубный образ жизни снизит работоспособность The Sisters of Mercy в последующие годы.
В августе 1984 года группа вместе с продюсером Дейвом Алленом отправилась в студию для работы над первым альбомом, а в октябре они провели турне Black October tour с заездом в Голландию и полюбившуюся Элдричу Западную Германию. К концу года альбом, получивший название First And Last And Always (1985), был практически закончен, и в марте 1985 года The Sisters of Mercy объявили о начале нового турне Tune In, Turn On, Burn Out по 17 городам Великобритании, приуроченного к поступлению альбома в продажу. «First And Last And Always» оказался в британском Топ 20, а сопутствующее турне прошло очень успешно. Однако внешний успех скрывал внутренние разногласия: с приходом Хасси ситуация в группе обострилась из-за споров стремившегося к единоличному лидерству Элдрича и не менее амбициозного Хасси, запись альбома проходила в напряжённой атмосфере. Вскоре было объявлено об уходе Маркса, который оставил группу посреди тура после концерта в Брайтоне, завершавшего британскую часть турне. Европейскую и американскую часть турне The Sisters of Mercy провели в составе из трёх участников. Уход Маркса не только лишил живое воплощение музыки значительной доли энергии и выразительности, но отразился и на взаимоотношениях внутри группы: большинство концертов проходило нервно и посредственно, все более разочаровывая и публику, и самих музыкантов. Поэтому не удивительно, что когда стало известно о единственном предстоящем концерте 18 июня 1985 года в престижном лондонском зале Альберт-Холл, быстро распространился слух, что это выступление будет последним. Поклонники группы прибыли в Лондон задолго до концерта, в ожидании прощального выступления они ночевали в спальных мешках прямо на улице перед дверями зала. Выступление было запечатлено на плёнку и впоследствии издано под названием «Wake». Завершая концерт, Элдрич простился с поклонниками словами «Thank You … and Goodbye» (с англ. — «Спасибо и… прощайте») вместо обычного «Goodnight!» (с англ. — «Доброй ночи»). Слухи о последнем выступлении частично оправдались — следующий концерт группы будет отыгран только через 5 лет.

### Раскол
В то время, как желание продолжать работу оставалось, обстановка в Лидсе казалась Элдричу невыносимой: его постоянно доставали в клубах (последнее турне он проводил со сломанными рёбрами), ходить по городу он стал только спрятав в рукаве железный брусок. Необходимость сменить обстановку привела Элдрича в Гамбург, где он и стал снимать квартиру в Рипербане (Reeperbahn), известном «районе красных фонарей». Летом 1985 года The Sisters of Mercy были всё ещё действовавшей группой. Коллектив переехал вслед за своим лидером с намерениями записать новый альбом, получивший предварительное название «Left on a Mission and Revenge». Уэйн Хасси захотел на этот раз выступить автором текста песен, но написанные им слова были настолько удручающими, что неминуемо произошёл новый конфликт. В результате группу покинул Адамс, а на следующий день — Хасси. И если первоначально раскол группы был «дружелюбным» (по выражению самого Элдрича), то последующие события придали негативный оттенок этому событию: Хасси и Адамс, объединив усилия, создали группу The Sisterhood. Торговля именем группы со стороны двух участников, которые её добровольно покинули, не нашла понимания у Элдрича, который к тому же остался единственным должником WEA. Более того, на выступлениях своей новой группы Хасси отпускал со сцены критические высказывания в сторону Элдрича, что также не могло найти поддержки у давних поклонников The Sisters of Mercy. Тейлор совершил ответный ход, быстро собрав под таким же названием (The Sisterhood) новый состав с гитаристом Джеймсом Рэем, бывшей басисткой Gun Club Патрицией Моррисон, клавишником Аланом Вега (Suicide) и ударником Лукасом Фоксом (ex-Motörhead). Этот коллектив (Элдрич выступал в качестве продюсера, но непосредственно в записи участия не принимал) выпустил один-единственный альбом «Gift» (1986), что вынудило Хасси. который не имел записи с новым коллективом, переименовать группу в The Mission.

### ЭраFloodland

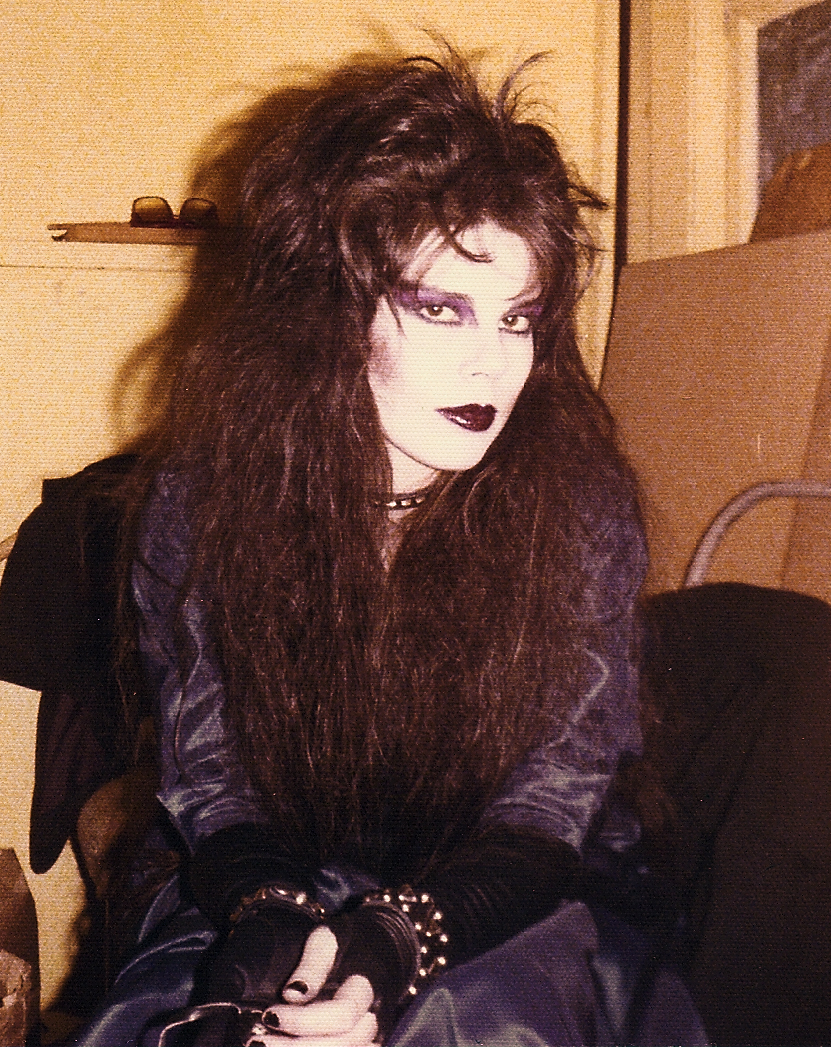
Патриция Моррисон

Элдрич, который в 1985 году сначала переехал в Вандсбек, а затем в Санкт-Паули, начал работу над новым альбомом в Гамбурге. Демо главным образом были записаны при помощи синтезатора Casio CZ, акустических гитар и новой драм-машины: «К тому моменту, как был написан Floodland, Эндрю успел потратить всю имевшуюся у него наличность на компьютер и секвенсор, и теперь искал недорогую драм-машину с более плотным звучанием малого барабана. Исходя из последнего требования, он остановил свой выбор на Yamaha RX5 — бит был плотным вполне, — и с ним записал альбом».
В 1986 году Эндрю приготовил демоверсии всех песен, за исключением композиции «This Corrosion». По утверждению самого музыканта, это фактически была его сольная работа, к которой не имел отношения никто, включая Патрицию Моррисон: «Это был полновесный сольник. Было очевидно, что мою партнёршу Патрицию Мориссон посетил авторский блок. У неё не просто идей новых не появлялось, я её и за бас-то взяться не мог заставить». Элдрич отрицал, что его подход к написанию песен изменился после распада группы: «This Corrosion» звучит как «Temple of Love II», «1959» звучит как «Afterhours часть 2». Не слышу тут разницы, не вижу изменений. Думаю, я просто продолжаю путь с того места, на котором остановился".
После того, как предварительные версии песен были готовы, Элдрич передал издательскую лицензию компании SBK Songs Limited (к этому времени входившую в EMI Music Publishing) и приступил к переговорам со своим лейблом WEA. Отправной точкой явилась песня «This Corrosion», и записать её предстояло Джиму Стейнману. «Едва только у меня появилась „This Corrosion“, я тут же подумал о нём, — признавался Элдрич. — Стейнман — человек крайностей. Это была первая пластинка Sisters за несколько лет, и она должна была стать особенной». «Чтобы „продать“ идею Стейнману, мы сказали: это будет словно бы кульминация диско-вечеринки у Борджиа; и на это он клюнул».
Элдрич, кроме того, использовал Стейнмана, чтобы выбить из записывающей компании достойный студийный бюджет. «Это одна из причин, почему я использовал Джима Стейнмана: ведь если он говорит компании: „Нам нужен хор, и вы сейчас мне это оплатите“, те раскошеливаются немедленно. А если б я попросил о том же, они бы задумались: „На что, интересно, он на самом деле эти деньги потратит?“», — признавался Элдрич. Как говорил Бойд Стимсон (офис-менеджер Merciful Release), глава отдела артистов и репертуара (A&R) компании Warner Bros. Макс Хоул выделил группе по £50 000 за песню. «Мы знали, что с „This Corrosion“ у нас кое-что получилось… Записывающая компания заявила: „£50 000“ — <и мы решили> неплохо за альбом, но Макс добавил: „Нет, это за одну песню!“».
Запись альбома, по сложившейся традиции, не обошлась без конфликта и вскоре Патриция Моррисон покинула группу. Если во времена «Floodland» её выставляли соавтором и ключевой фигурой, то теперь бывший менеджер группы Бойд Стимсон говорит, что «её роль была скорее декоративной, чем творческой, хотя имидж и аура, которые создавала она и их интригующие взаимоотношения с Элдричем, всё-таки имели немало значения». Однако уход Патриции стал не единственной проблемой, сопровождавшей успех «Floodland». Элдрич отказывался проводить гастроли в поддержку альбома, вместо этого он предпочёл снять экстравагантные клипы на песни «Dominion», «Lucretia My Reflection», «1959» и «This Corossion». К моменту выхода следующего альбома место бас-гитариста после ухода Патриции занял Тони Джеймс (англ. Tony James) (экс-Generation X, экс-Sigue Sigue Sputnik), к группе присоединился малоизвестный гамбургский гитарист Андреас Брун (англ. Andreas Bruhn), вскоре замещённый Тимом Бричено (англ. Tim Bricheno), высоко ценимым гитаристом, который до этого добился успеха с All About Eve и отыграл несколько выступлений с The Mission.

### ЭраVision Thing
Новым составом в 1990-м The Sisters of Mercy выпустили «Vision Thing» — сильно недооценённый альбом, во многом из-за запутанной, наполненной политическими аллюзиями и метафорами лирики Элдрича. На данной работе группа отошла от каких-либо ассоциаций с готикой и представила восемь попросту рок-н-ролльных песен.
В поддержку нового альбома в 1990—1991 годах группа провела мировое турне. В 1991 году было организовано турне вместе с хип-хоп-группой Public Enemy по городам США. Опасаясь столкновений между белыми поклонниками The Sisters of Mercy и чернокожей аудиторией Public Enemy, власти некоторых городов запретили выступления, поэтому тур закончился раньше времени. В конце 1991 года Тони Джеймс покинул группу ради начала своей сольной карьеры — обязанности басиста были возложены на Доктора Аваланча.
Фиаско американского тура лишь усугубило и без того напряжённые отношения между Элдричем и новой компанией звукозаписи группы EastWest, ответвление WEA (группа подписала с ними контракт в 1989 году из-за реорганизации WEA). Конфликт с WEA привёл к окончанию дистрибуции продукции группы в США. Таким образом, все последующие после 1991-92 годов издания The Sisters of Mercy ввозились в страну лишь в качестве импорта.
По требованию компании звукозаписи группа переиздала сингл «Temple of Love» в новой версии с бэк-вокалом Офры Хазы, и в том же 1992 году издала большей частью ретроспективный сборник ранних синглов Some Girls Wander by Mistake. Диск занял 5-е место в национальных чартах, а сингл «Temple of Love (1992)», записанный с Офрой Хазой, оказался на 3-й позиции. В конце года Тим Бринчено покинул коллектив, в 1993 году его место занял Адам Пирсон.
Пирсон был единственным гитаристом, который принял участие в записи последнего сингла «Under the Gun», который также включал бэк-вокал Терри Нан (англ. Terri Nunn). Сингл был записан для продвижения популярности сборника лучших песен группы A Slight Case of Overbombing (1993 год). Этот релиз является последней коммерческой работой группы.

### Концертная деятельность
|            |             |              |
| Крис Шихан | Адам Пирсон | Эндрю Элдрич |

В 1996 году группа была реинкарнирована для нескольких выступлений в поддержку Sex Pistols. Адреас Брун был заменён Крисом Шиханом (англ. Chris Sheehan) и Майком Варьяком (англ. Mike Varjak).
Контракт с EastWest подошёл к концу в 1997 году после того, как компания согласилась принять записанный под именем SSV техно-альбом Go Figure, предложенный Элдричем вместо двух альбомов, которые Sisters of Mercy должны были записать в соответствии с контрактными обязательствами. Компания согласилась принять материал (однообразное техно с невнятным бормотанием Элдрича), даже не прослушав его предварительно. Запись никогда официально не издавалась и распространяется только в форме пиратских mp-3. После этого коллектив отказался от подписания нового контракта и даже от издания на независимых лейблах.
С 1996 года The Sisters of Mercy ежегодно проводят концертные туры (за исключением 2004 года), представляя на выступлениях большей частью новый материал, а также самые старые композиции. По слухам, новый, четвёртый, альбом не быстрыми темпами, но готовится к изданию.
В октябре 2006 года, Side-Line Music Magazine сообщил, что группа ведёт переговоры с дочерней компанией Universal W14 Music. С подписанием контракта или без него, три альбома Sisters Of Mercy были переизданы 3 ноября 2006 года в Европе (и 30 октября в США) на Wea International: «First and Last and Always» (1985), «Floodland» (1987) и «Vision Thing» (1990). Все три альбома содержат бонус-треки.
|            |               |              |
| Бен Кристо | Крис Каталист | Эндрю Элдрич |

## Стиль, истоки, влияние
Вопреки стремлению Элдрича отвергнуть любую связь с готической сценой, по многим признакам The Sisters of Mercy относятся именно к этому жанру. Меланхоличные тексты, чёрные одежды, надрывный голос вокалиста — общие признаки готик-рока. В то же время ассоциации становятся более сильными, если учесть, что готик-рок понятие скорее имиджевое, чем музыкальное, что и позволяет его отличать от постпанка 80-х гг. Часто именно аудитория слушателей готик-рока определяет, кого относить к этому жанру, кого нет. Во многом из-за этого практически все флагманы данного стиля отвергали свою принадлежность к нему.
Влияние The Sisters of Mercy на дальнейшее развитие готик-сцены также вряд ли подлежит сомнению, что заметно в творчестве Moonspell, Paradise Lost и прочих апологетов[?] готического метала. Элдрича как отца-основателя жанра называют «крёстным отцом готик-рока». Записав кавер-версии композиций The Sisters of Mercy, дань уважения Элдричу и его компании воздали Paradise Lost, Kreator, Crematory, Love Like Blood, In Extremo, Garden of Delight и Cradle of Filth.
В самом начале своего творчества участники The Sisters of Mercy признавались, что являются большими поклонниками The Stooges, Motörhead и The Birthday Party. По его словам, большое влияние на музыку The Sisters of Mercy оказало немецкое и японское кино (в частности Такэси Китано), а также хеви-метал (Deep Purple, Motörhead). О более сильных влияниях вокалист и лидер группы ничего подробно не говорит, объясняя всё тем, что они вообще слушают мало музыки. Относительно манеры исполнения, по словам Элдрича, в техническом плане он не умеет петь, а просто делает, что может.

## Состав
Двумя бессменными участниками группы являются вокалист Эндрю Элдрич и драм-машина, названная Доктор Аваланч, программистами которой являются сессионные музыканты.

### Текущий состав
- Эндрю Элдрич — вокал, клавишные, гитара, драм-машина (1977—1980, 1981—1985, 1987—1993, 1995—наши дни)
- Бен Кристо — гитара, бас-гитара, бэк-вокал (2006—наши дни)
- Кай (от Esprit D'Air) — гитара, бэк-вокал (2023—наши дни)

### Сессионные музыканты
- Рэйви Дейви — Доктор Аваланч (1996, 2008, 2012—наши дни)

### Бывшие участники
- Гари Маркс — гитара, вокал (1979—1980, 1981—1985)
- Крэйг Адамс — бас-гитара (1981—1985)
- Бен Ганн — гитара (1981—1983)
- Уэйн Хасси — гитара, бэк-вокал (1983—1985)
- Патриция Моррисон — бэк-вокал, бас-гитара (1987—1989)
- Андреас Брун — гитара (1989—1993)
- Тони Джеймс — бас-гитара (1989—1991)
- Тим Бричено — гитара (1990—1992)
- Адам Пирсон — гитара, бэк-вокал, бас-гитара (1993, 1996—2006)
- Крис Старлин — гитара, бэк-вокал (1996—1997, 2000—2005)
- Марк Варьяк — гитара (1997—2000)
- Крис Каталист — гитара, бэк-вокал (2005—2019)
- Дилан Смит — гитара, бэк-вокал (2019—2023)

### Бывшие сессионные музыканты
- Дэн Донован — клавишные (1990—1991)
- Саймон Денбиг — Доктор Аваланч (1996—2012)

## Дискография и видеография

### Основные релизы
- 1985 First And Last And Always
- 1987 Floodland
- 1990 Vision Thing
- 1992 Some Girls Wander by Mistake (сборник)
- 1993 A Slight Case Of Overbombing (Greatest Hits Volume One) (сборник)

Официальная дискография The Sisters of Mercy насчитывает 3 студийных альбома, 3 сборника песен и 17 синглов. В то же время широкая популярность группы в 1980-е гг. привела к появлению большого количества бутлегов, что позволило Элдричу в одном из интервью заявить, что The Sisters of Mercy являлись самой «бутлегированной» группой 1980-х гг.
Официальная видеография The Sisters of Mercy представлена лишь «Wake» — видеозаписью концерта группы в The Royal Albert Hall 18 июня 1985 года, и компиляцией видеоклипов к альбому «Floodland» «Shot» (в 1993 году переиздана как «Shot Rev 2.0» с включением новых клипов к альбому «Vision Thing»).